# Oliver Franić
Oliver Franić (Ruma, 17. rujna 1951.) inženjer elektrotehnike, hrvatski pisac znanstvene fantastike, kum SFere

## Životopis
Franić je rođen u Rumi 1951. godine, no djetinjstvo je proveo u Šibeniku, kasnije je studirao i radio u Zagrebu. Posao inženjera elektrotehnike vodio ga je od Sirije, preko SAD-a, Meksika i Skandinavije do Italije. Godine 2005. dobio je Sferu za svoj opsežni roman u tri sveska Araton.

## Djela
- Tajna Aratona, Nova knjiga Rast, Zagreb, 2004., ISBN 953-6760-89-4
- Čuvar Tajne Aratona, Nova knjiga Rast, Zagreb, 2004., ISBN 953-6760-93-2
- Kinel sa zvijezda, Nova knjiga Rast, Zagreb, 2004., ISBN 953-6760-96-7